# Stacy (nome)
Stacy  è un nome proprio di persona inglese maschile e femminile.

## Varianti
- Maschili: Stacey[1]
- Femminili: Stacey[1], Staci[1], Stacie[1], Stacia[1], Stacee[1]

## Origine e diffusione
Questo nome entrò nell'uso comune durante gli anni 1950, al femminile, originatosi come ipocoristico di Anastasia o come ripresa del cognome inglese Stace, a sua volta derivante dall'omonimo nome che era una forma medio inglese di Eustachio; tuttavia, già in precedenza era usato come nome maschile, sebbene raramente.

## Onomastico
Il nome è adespota, ovvero non ha santo patrono. L'onomastico può quindi essere festeggiato il 1º novembre, giorno di Ognissanti, oppure, data la derivazione, lo stesso giorno di Anastasia o Eustachio.

## Persone

### Femminile
- Stacy Dragila, atleta statunitense

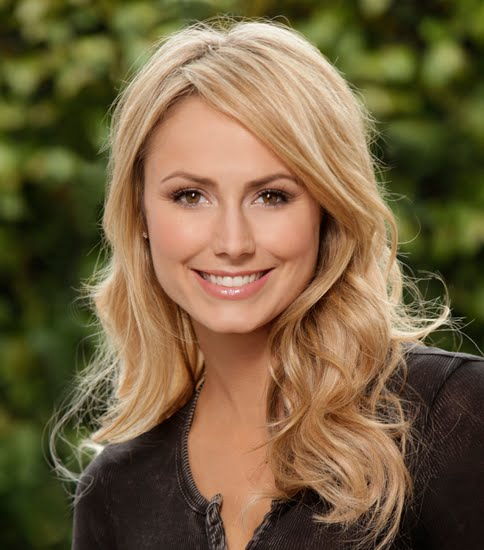
Stacy Keibler

- Stacy Edwards, attrice statunitense
- Stacy Hardy, artista, scrittrice e giornalista sudafricana
- Stacy Kamano, attrice statunitense
- Stacy Keibler, wrestler e attrice statunitense
- Stacy Lattisaw, cantante statunitense
- Stacy Silver, pornoattrice ceca
- Stacy Sykora, pallavolista statunitense
- Stacy Valentine, pornoattrice statunitense

### Variante femminile Stacey

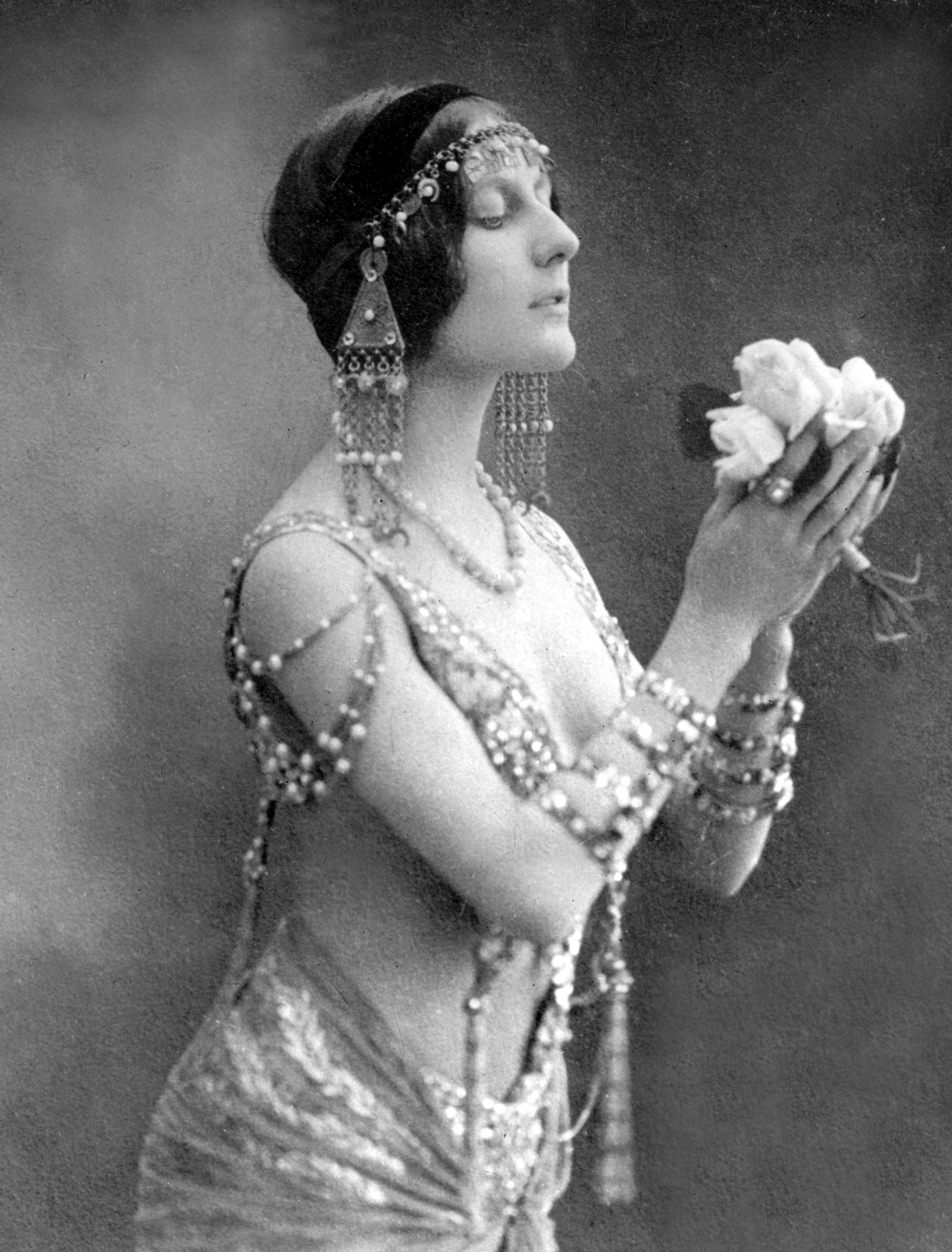
Stacia Napierkowska

- Stacey Cook, sciatrice alpina statunitense
- Stacey Dales, cestista canadese
- Stacey Dash, attrice statunitense
- Stacey Donovan, pornoattrice statunitense
- Stacey Gordon, pallavolista canadese
- Stacey Hayes, attrice britannica
- Stacey Lovelace, cestista e allenatrice di pallacanestro statunitense
- Stacey McClean, attrice britannica
- Stacey Nelkin, attrice statunitense
- Stacey Tendeter, attrice britannica
- Stacey Thomas, cestista statunitense

### Altre varianti femminili

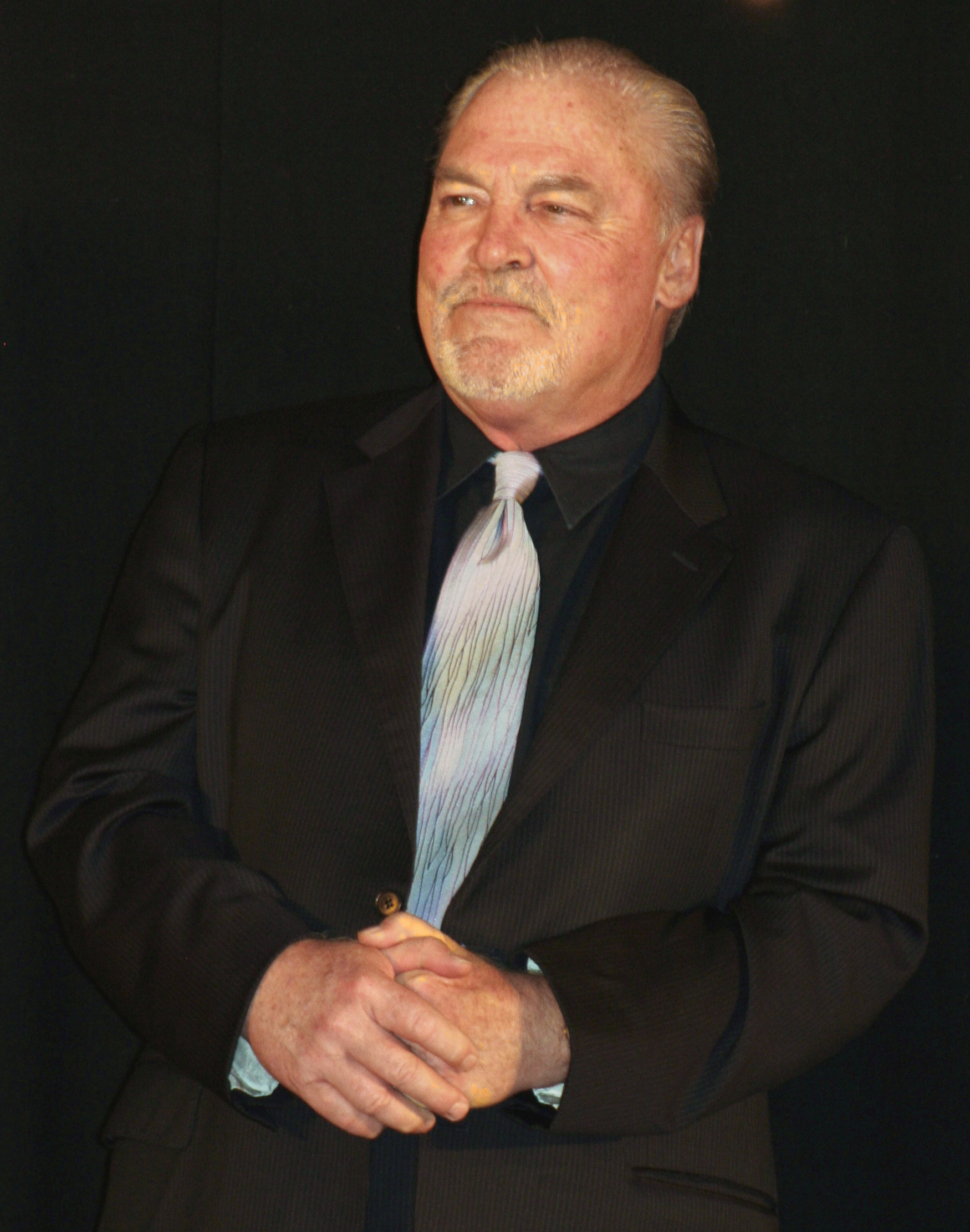
Stacy Keach

- Stacia Napierkowska, attrice e danzatrice francese
- Stacie Orrico, cantante statunitense

### Maschile
- Stacy Keach, attore e doppiatore statunitense
- Stacy Peralta, regista, skater, surfista e imprenditore statunitense
- Stacy Roest, hockeista su ghiaccio canadese

### Variante maschile Stacey
- Stacey Augmon, cestista e allenatore di pallacanestro statunitense
- Stacey Blades, chitarrista canadese
- Stacey King, cestista e allenatore di pallacanestro statunitense

## Il nome nelle arti
- Stacy Warner è un personaggio della serie televisiva Dr. House - Medical Division.
- Stacy X è un personaggio dei fumetti Marvel Comics.
- Staci è un personaggio di A tutto reality.